# Raudanjärvi (sjö i Pihtipudas, Mellersta Finland)
Raudanjärvi eller Rauvanjärvi är en sjö i Finland. Den ligger i kommunen Pihtipudas i landskapet Mellersta Finland, i den centrala delen av landet, 400 km norr om huvudstaden Helsingfors. Raudanjärvi ligger 140 meter över havet. I omgivningarna runt Raudanjärvi växer i huvudsak blandskog. Den är 5,8 meter djup. Arean är 77,3 hektar och strandlinjen är 8,12 kilometer lång. Sjön  ingår i Kymmene älvs huvudavrinningsområde. 